# Albert de Bade
Albert de Bade-Hachberg (né en 1456 au château de Hochburg - mort en à Damme) il fut  Margrave titulaire de Bade de 1475 à 1488.

## Biographie
Albert est le fils du margrave Charles Ier de Bade et de Catherine d'Autriche. En 1475, Charles Ier meurt et Albert et son frère ainé Christophe Ier héritent du margraviat. Ils règne d'abord conjointement mais en  1476, ils partagent leur patrimoine. Albert reçoit le comté d'Hachberg et Christophe règne seul à Baden-Baden. Cependant, Albert rétrocède immédiatement le gouvernement de Hachberg à son frère, en échange d'une pension annuelle, si bien que le margraviat reste de facto indivis. L'accord de division avait été initialement conclu pour une période limité à six années qui s'achève en  1482. Cette année-là les deux frères décident de proroger l'accord indéfiniment. Toutefois  Albert meurt sans héritier en 1488, Hochberg revient à Christophe.